# AutoRun
Ne doit pas être confondu avec Autoexec.bat.

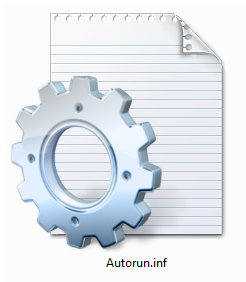
Logo d'un fichier AutoRun

L'AutoRun est un mécanisme du système d'exploitation Microsoft Windows permettant d'automatiser le lancement de certains programmes lors de l'insertion d'un périphérique de stockage (CD, Clé USB, etc.). Bien que le résultat soit souvent le même, son principe de fonctionnement diffère de celui de l'AutoPlay ; en effet, contrairement à ce dernier, les instructions de l'AutoRun sont enregistrées à la racine du média concerné, dans un fichier nommé autorun.inf. L'AutoRun permet, en plus d'exécuter un programme, de définir d'autres options, par exemple un nom et une icône pour le périphérique.

## Différences entre AutoRun et AutoPlay
L'AutoRun existe depuis Windows 95 et était initialement prévu pour faciliter l'installation de logiciels fournis sur CD-ROM pour les utilisateurs non-informaticiens. Dès l'insertion du disque, Windows détecte la présence d'un AutoRun (le fichier autorun.inf) et exécute les actions correspondantes. Pour les CD-ROM commerciaux, l'AutoRun est souvent configuré pour lancer le programme d'installation du logiciel vendu. L'AutoRun est également activé lors du double-clic sur l'icône du média dans l'Explorateur Windows, ou lors de la sélection de l'entrée Exécution automatique du menu contextuel.
Depuis Windows XP, Vista, et 7, une fonction appelée AutoPlay affiche une boîte de dialogue informant l'utilisateur du type de contenu du média inséré. L'utilisateur peut alors activer l'AutoRun, ou choisir une autre action.

## Sécurité
L'AutoRun est dangereux. En effet, il peut être utilisé pour exécuter des programmes malveillants lors de la connexion d'un périphérique. Cependant, dans les dernières versions de Windows, une partie de l'AutoRun n'est pas utilisée et est remplacé par l'AutoPlay, empêchant le lancement de programmes à l'insu de l'utilisateur.
Il existe plusieurs façons d'empêcher l'activation de l'AutoRun, parmi lesquelles :
- Modifier les valeurs de certaines clés de la base de registre[2].
- Maintenir la touche Shift (Majuscule) enfoncée pendant la connexion du périphérique.